# Manifestations de 2021 en Russie
Vous pouvez aider à l'améliorer ou bien discuter des problèmes sur sa page de discussion.
- Il ne cite pas suffisamment ses sources. Vous pouvez indiquer les passages à sourcer avec {{référence nécessaire}} ou {{Référence souhaitée}}, et inclure les références utiles en les liant aux notes de bas de page. (Marqué depuis janvier 2021)
- Il est à actualiser. Certains passages sont obsolètes ou annoncent des événements désormais passés. (Marqué depuis février 2021)

- Archive Wikiwix
- Bing
- Cairn
- DuckDuckGo
- E. Universalis
- Gallica
- Google
- G. Books
- G. News
- G. Scholar
- Persée
- Qwant
- (zh) Baidu
- (ru) Yandex
- (wd) trouver des œuvres sur Wikidata

Les manifestations de 2021 en Russie sont des manifestations survenues en soutien au dirigeant de l'opposition Alexeï Navalny, arrêté à son retour en Russie après avoir été empoisonné. Juste avant le début des protestations, Navalny a diffusé le film Un palais pour Poutine : L'Histoire du plus gros pot-de-vin.
Le 23 janvier 2021, près de 100 000 personnes manifestent en Russie contre son arrestation, mais leur nombre diminue nettement dès le week-end suivant, en partie à cause de la répression.  Ces manifestations restent cependant globalement peu populaires auprès de la population russe d’après les enquêtes d'opinion nationales : selon l’ONG russe Centre analytique Levada, le mouvement de contestation recueille ainsi 22 % d’opinions favorables, tandis que la popularité d'Alexeï Navalny stagnerait autour de 20 % depuis l'été 2020, soit trois fois moins que celle de Poutine.

## Contexte
Le 20 août 2020, Alexeï Navalny a été hospitalisé dans un état grave après avoir été empoisonné par un agent neurotoxique lors d'un vol reliant Tomsk à Moscou. Il a été médicalement évacué à Berlin et est sorti de l'hôpital le 22 septembre. L'utilisation d'un agent neurotoxique Novitchok a été confirmée par l'Organisation pour l'interdiction des armes chimiques (OIAC). Bien que le Kremlin ait nié l'implication dans son empoisonnement, l'Union européenne et le Royaume-Uni ont répondu en imposant des sanctions à six hauts fonctionnaires russes et à un centre chimique d'état. Navalny a accusé le président Vladimir Poutine d'être responsable de son empoisonnement. Une enquête menée par Bellingcat et The Insider a impliqué des agents du Service fédéral de sécurité (FSB) dans l'empoisonnement de Navalny.
Le 17 janvier 2021, Navalny est rentré en Russie, où il a été immédiatement arrêté pour violation des conditions d'une peine de prison avec sursis. Avant son retour, le Service fédéral de l’exécution des peines (en) (FSIN) a dit que Navalny pourrait faire face à une peine de prison à son arrivée à Moscou pour avoir violé les termes de sa probation, disant qu'il serait « obligé » de le détenir une fois qu'il est revenu ; en 2014, Navalny a reçu une condamnation avec sursis dans l'affaire Yves Rocher, qu'il a qualifiée de politiquement motivée et en 2017, la Cour européenne des droits de l'homme a jugé que Navalny avait été injustement condamné. Le Comité d'enquête de Russie a également déclaré qu'il enquêtait sur Navalny pour fraude présumée.
Le 18 janvier, une décision de justice a ordonné la détention de Navalny jusqu'au 15 février pour violation de sa libération conditionnelle. Un tribunal de fortune a été mis en place dans le commissariat de police de Navalny. Une autre audience se tiendra le 29 janvier pour déterminer si sa peine avec sursis doit être remplacée par une peine de prison. Navalny a qualifié la procédure d'« anarchie ultime ». Il a également appelé ses partisans à descendre dans la rue en disant : « Ne restez pas silencieux. Résistez. Descendez dans la rue - pas pour moi, mais pour vous ». Le chef du réseau régional de Navalny, Leonid Volkov, a déclaré que des préparatifs étaient en cours pour que des manifestations soient organisées dans tout le pays le 23 janvier.
Le 19 janvier, alors qu'il était en prison, une enquête de Navalny et de sa Fondation anti-corruption (FBK) a été publiée, accusant Poutine de corruption. La vidéo a également exhorté les gens à descendre dans la rue. Avant le début des manifestations, la vidéo a reçu plus de 60 millions de vues sur YouTube.
Le 20 janvier, l'organisme de surveillance des communications de l'État Roskomnadzor a demandé aux réseaux sociaux VKontakte et TikTok d'arrêter la propagation des appels aux manifestations.
Le 21 janvier, la police a commencé à détenir plusieurs des assistants et alliés de Navalny, dont Lioubov Sobol. Plusieurs ont été emprisonnés ou condamnés à une amende, Sobol étant libéré. Le ministère de l'Intérieur a également menacé de poursuivre ceux qui diffusaient des appels à se joindre aux manifestations. Le bureau du procureur général a également ordonné au censeur, Roskomnadzor, de bloquer l'accès aux pages qui appellent à des manifestations.
Le 22 janvier, la direction principale du ministère de l'intérieur de Moscou a publié un communiqué mettant en garde contre les appels aux manifestations ou à la participation à celles-ci. Il a déclaré que toute tentative d'organiser des événements non autorisés ainsi que les « actions de provocation des participants » seraient considérées comme une « menace pour l'ordre public » et seraient « immédiatement réprimées ». Les réseaux de médias sociaux ont également commencé à supprimer des informations sur les manifestations. VKontakte a bloqué l'accès à un certain nombre de pages sur les manifestations, les pages indiquant qu'il avait été bloqué à la demande du bureau du procureur général. Roskomnadzor a également déclaré que VKontakte, Instagram, TikTok et YouTube ont bloqué certains contenus qui impliquaient « des appels pour que les enfants participent à des événements de masse illégaux ».
D'après le Monde diplomatique, la détérioration continue de la situation économique de la Russie depuis plusieurs années pousse le « prolétariat postindustriel urbain » à prendre part au mouvement de protestation. Depuis 2014, les revenus de la population baissent presque chaque année et l’inflation alimentaire a bondi en 2020. En outre, la réforme de 2018 conduisant au recul de l'age de départ à la retraite a accru la défiance des classes populaires envers le gouvernement. Arrêté à l'issue d'une manifestation, Alexeï Gaskarov, un militant syndical, explique avoir partagé sa cellule avec un travailleur du bâtiment, un réparateur de climatiseurs et un employé de magasin. « L’un avait un crédit qu’il ne parvenait plus à rembourser ; l’autre était très en colère parce qu’il n’avait pas pu payer le traitement du cancer de sa mère… Les motivations sociales sont une dimension évidente de la contestation. ».

## Manifestations

### 23 janvier
Des manifestations ont eu lieu dans plus de 100 villes de Russie.
Reuters a estimé qu'au moins 40000 manifestants se sont rassemblés à Moscou. Les autorités ont donné une estimation de seulement 4 000 participants, tandis que d'autres estimations incluaient 15 000 et 25 000 participants. La police anti-émeute de la ville a commencé à briser la protestation et à détenir les participants avant qu'il ne soit prévu de commencer. La femme d'Alexei Navalny, Yulia Navalnaya, et son alliée Lioubov Sobol, ont été toutes deux détenues à Moscou après avoir assisté aux manifestations. Navalnaya a été libérée après avoir été détenue pendant 3 heures. Des affrontements entre la police et les manifestants ont éclaté. Les médias d'État ont rapporté qu'environ 40 policiers ont été blessés. Le comité d'enquête a déclaré qu'il avait ouvert une enquête sur les cas de violence contre la police.
Selon Novaïa Gazeta, jusqu'à 3 000 manifestants se sont rassemblés à Vladivostok, environ 1 000 se sont rassemblés à Khabarovsk et environ 10 000 manifestants ont défilé le long de la rue principale de Nijni Novgorod.[réf. souhaitée]
Selon Tayga.info, jusqu'à 4 000 manifestants se sont rassemblés à Novossibirsk. La police a dispersé la manifestation en utilisant la force. Selon OVD-Info, plus de 100 personnes dans la ville ont été arrêtées.[réf. souhaitée]
Les estimations du nombre de manifestants à Ekaterinbourg variaient entre 5 000 et 11 000. Des affrontements entre la police et les manifestants ont éclaté, des policiers auraient été visés par des boules de neige et des grenades fumigènes.[réf. souhaitée]
Les estimations du nombre de manifestants à Perm variaient entre 3 000 et 10 000.
Dans certaines villes russes, il y a eu des pannes de réseau Internet et de téléphonie mobile. Des problèmes de communication ont été signalés dans des villes telles que Moscou, Saint-Pétersbourg, Krasnodar, Tioumen, Tcheliabinsk, Ekaterinbourg, Voronej, Rostov-sur-le-Don et Saratov. Les utilisateurs de Twitter en Russie ont également signalé des problèmes d'accès au réseau.
À 22 h 30 (MSK), 2662 personnes à travers le pays ont été détenues, dont plus de 1000 à Moscou, selon OVD-Info.
L'assistant de Navalny, Leonid Volkov, a déclaré que l'équipe de Navalny prévoyait d'organiser des manifestations le week-end prochain.

### Manifestations dans d'autres pays
Des manifestations ont également eu lieu dans des villes du monde entier, notamment à Berlin, Munich, Prague, Cracovie, Helsinki, Londres, La Haye, Vienne, Tel Aviv, Copenhague, Tokyo et dans d'autres villes.
À La Haye et Amsterdam, aux Pays-Bas, des dizaines de personnes se sont rassemblées fin janvier 2021.
À Berlin, en Allemagne, plusieurs milliers de personnes se rassemblent à la même période pour soutenir le mouvement,,.
À Tel Aviv, en Israël, environ 1 500 à 2 000 personnes se seraient rassemblées lors d'un rassemblement près de l'ambassade de Russie. En raison des restrictions liées à la Covid-19, les organisateurs ont demandé à la foule de se disperser. Plusieurs centaines de manifestants se sont alors dirigés vers l'ambassade de Russie. On estime que de 600 à 1000 autres manifestants se sont rassemblés lors d'un rassemblement à Haïfa.
À Copenhague, au Danemark, environ 150 personnes se sont rassemblées devant l'ambassade de Russie.
À Stockholm, en Suède, environ 80 personnes se sont rassemblées devant l'ambassade de Russie. À Göteborg, environ 20 personnes se sont rassemblées devant le consulat russe.

## Réactions
Ces manifestations provoquent des tensions au sein de l'opposition russe. 
Les dirigeants du parti libéral Iabloko, Grigori Iavlinski et Nikolaï Rybakov, refusent tout soutien à Navalny, voyant en lui un « nationaliste xénophobe et autoritaire » ; cette position est dénoncée par l'ancien maire de Iekaterinbourg Evgueni Roïzman, qui décide de rompre avec son parti. 
Le secrétaire général du Parti communiste (KPRF, premier parti d'opposition du pays), Guennadi Ziouganov, qualifie Alexeï Navalny « d’agent de l’étranger », tandis que des députés communistes rejoignent les manifestations.
Le dirigeant du Parti libéral-démocrate de Russie (LDPR), Vladimir Jirinovski, dénonce Navalny, qu'il accuse de s’être laissé « acheter » par les États-Unis.

## Galerie

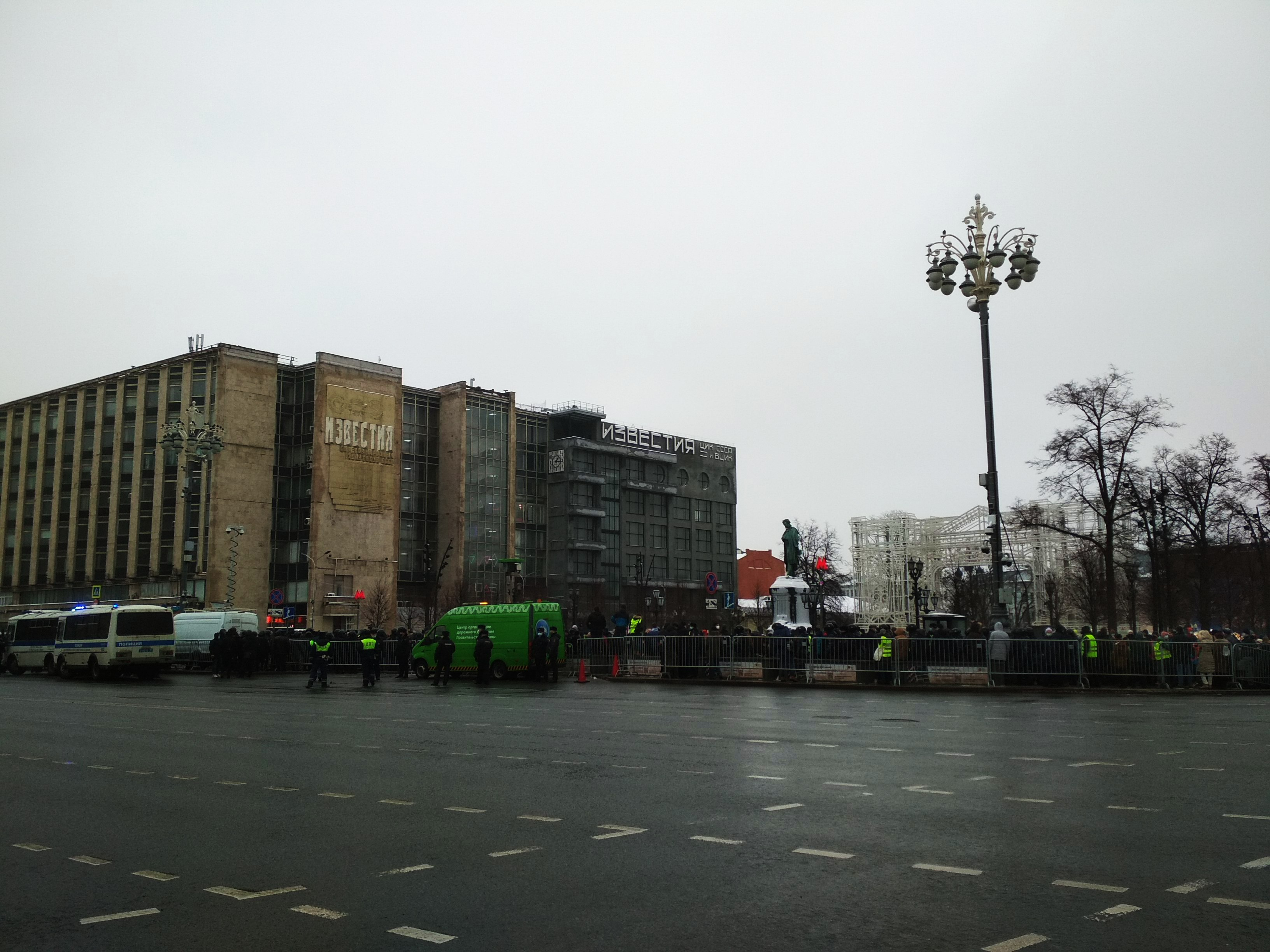
Place Pouchkine à Moscou.
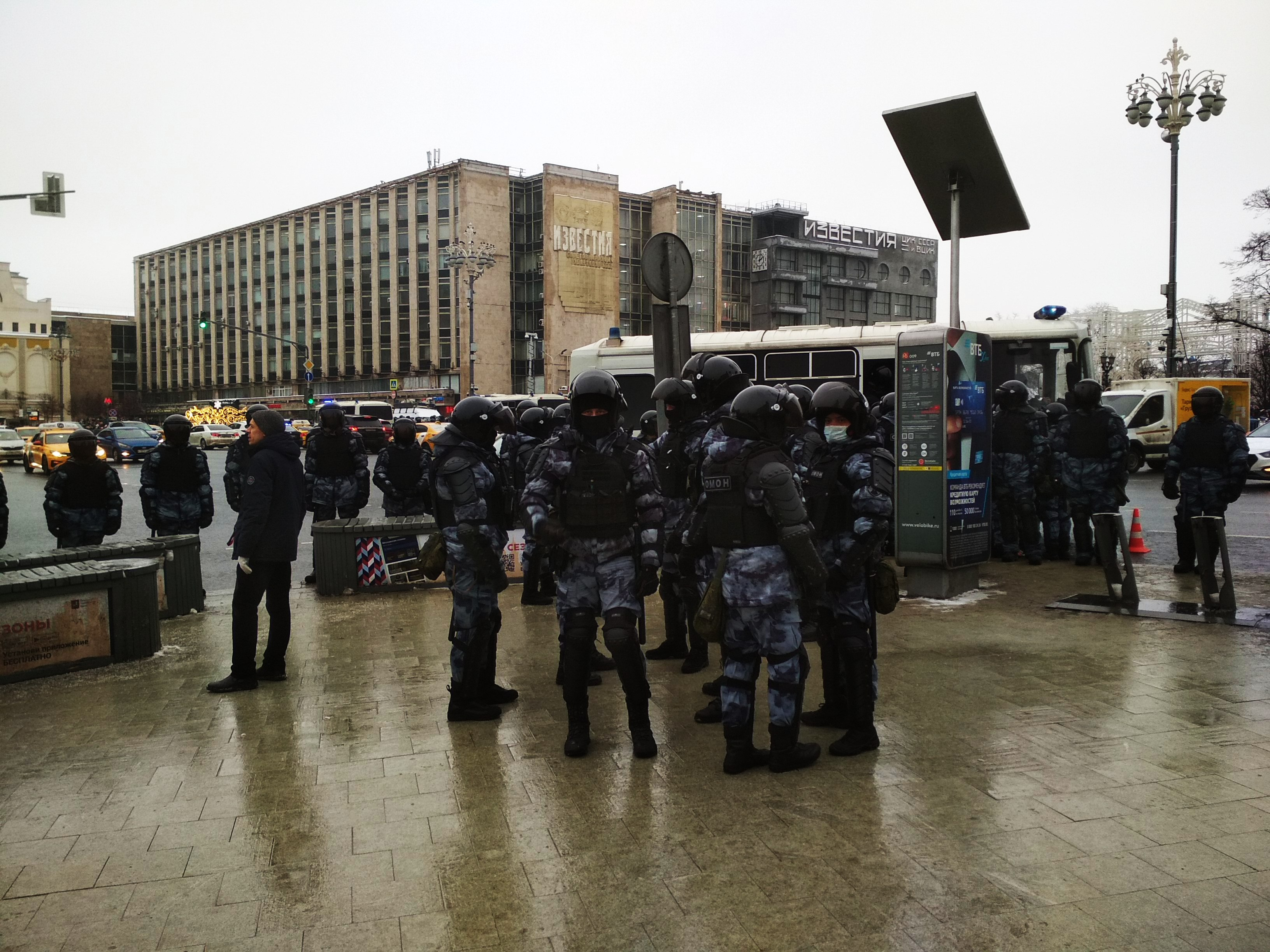
OMON sur la place Pouchkine.
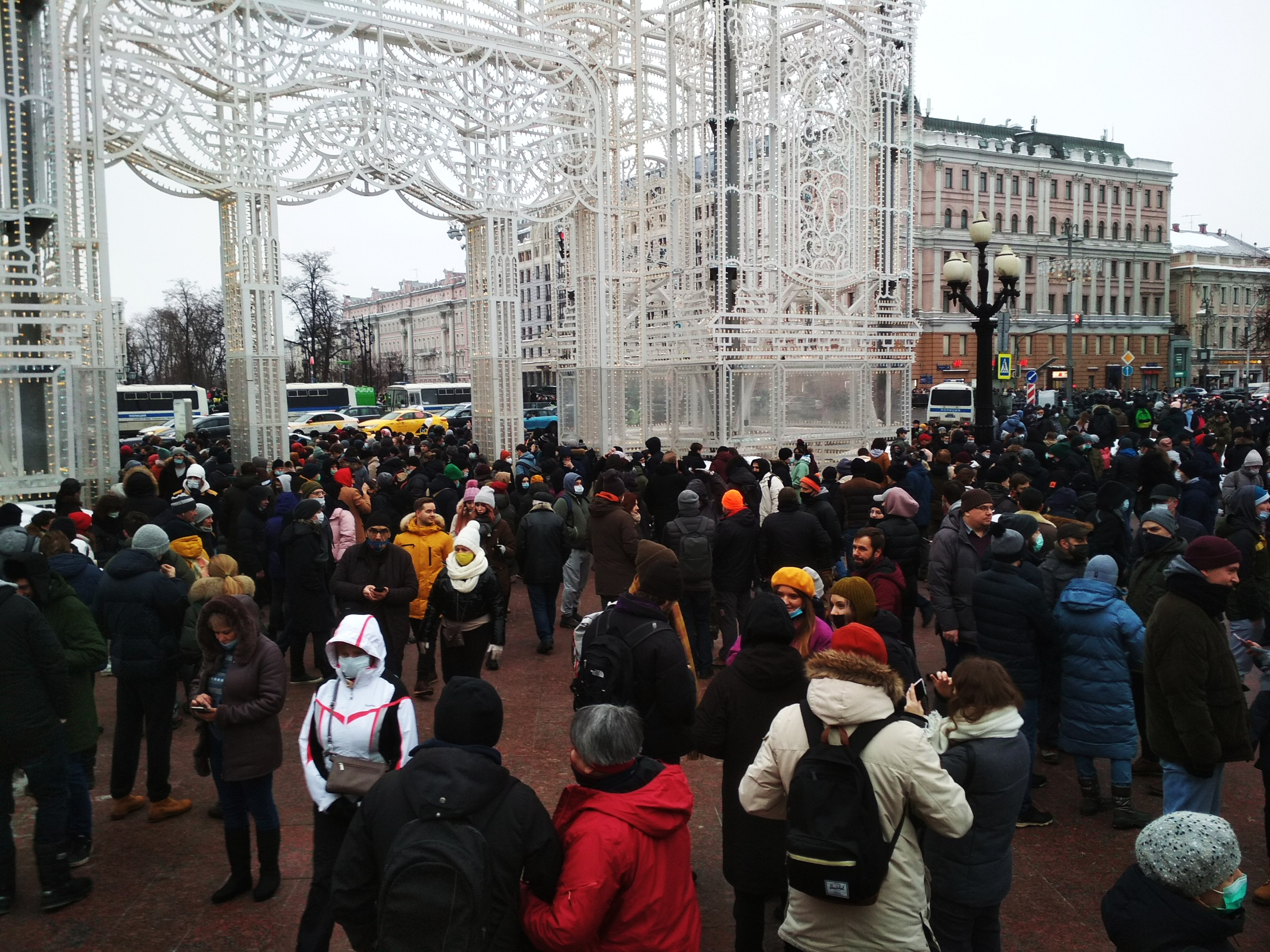
Place Pouchkine.
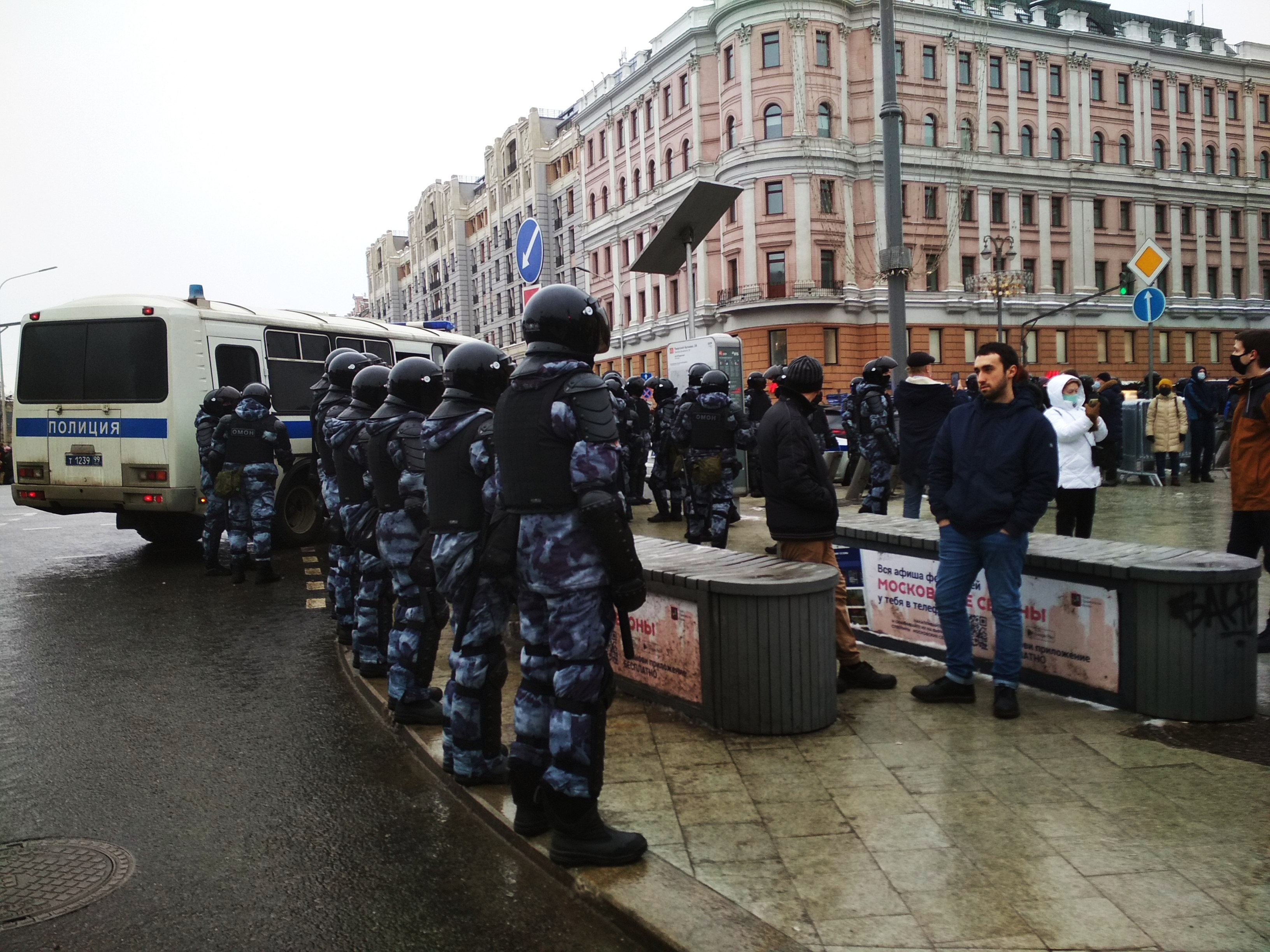
OMON sur la place Pouchkine.
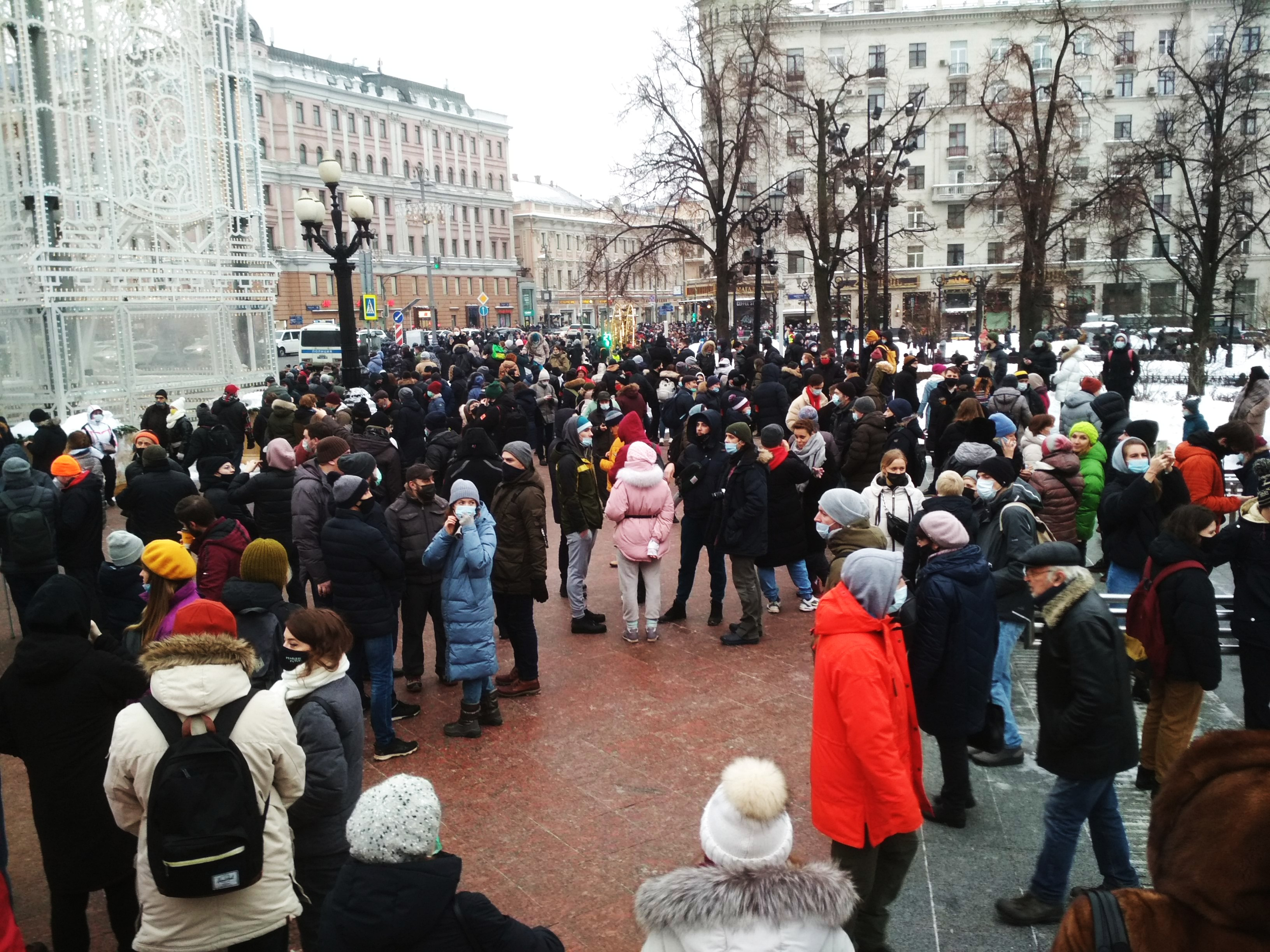
Place Pouchkine.
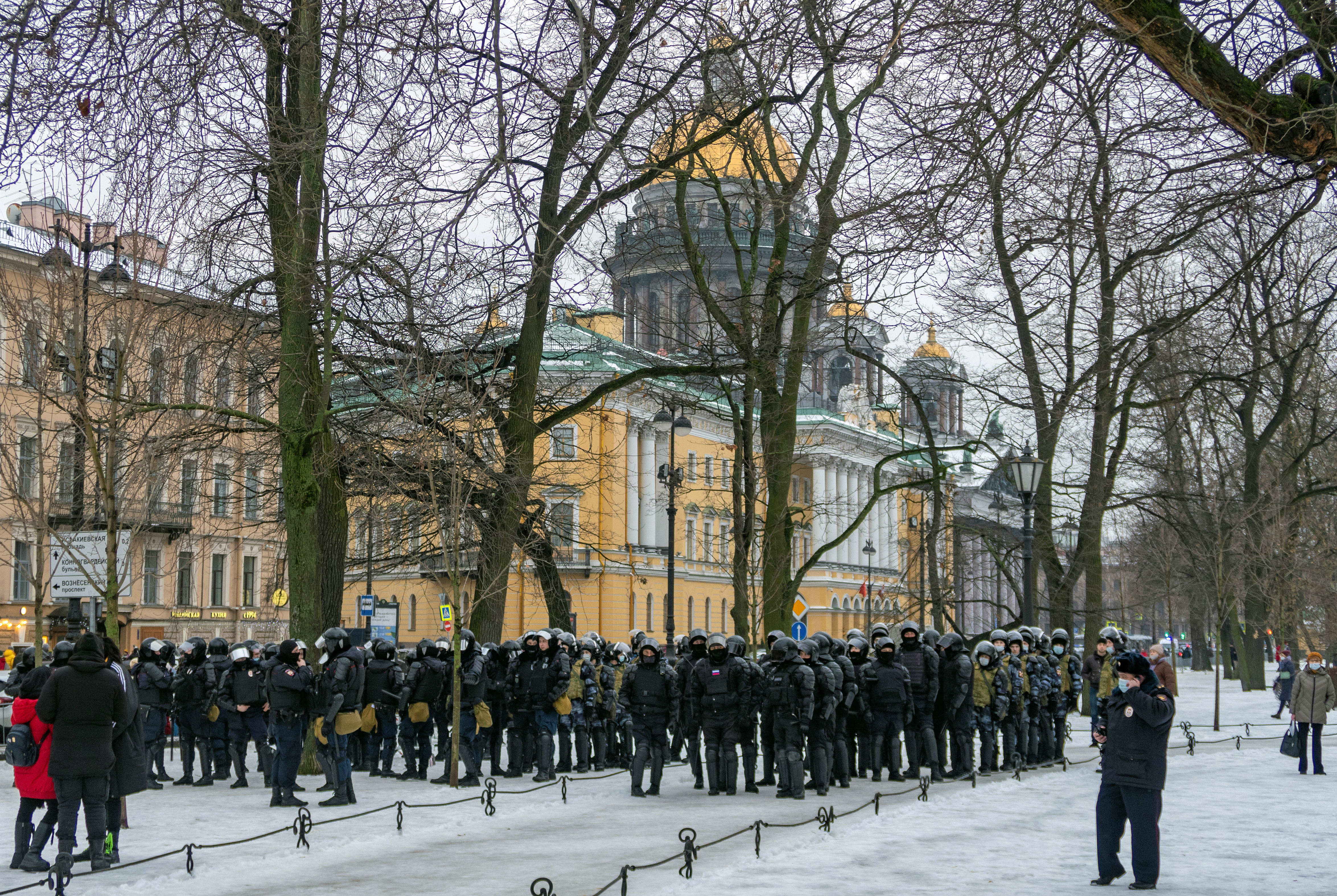
La police et OMON de la garde nationale dans le jardin d'Alexandre à Saint-Pétersbourg